# Teatins
Els Clergues Regulars o Teatins (en llatí Ordo clericorum regularium vulgo Theatinorum) és un institut religiós masculí dret pontifici, concretament un orde de clergues regulars. Els seus membres fan servir les sigles CR.

## Història
L'orde va ser fundat el 14 de setembre de 1524 a Roma per Gaietà de Thiene, Giampietro Caraffa, que després seria papa amb el nom de Pau IV i llavors era bisbe de Chieti (en llatí Theate, d'on deriva el nom "teatins"), juntament amb Bonifacio de' Colli i Paolo Consiglieri, tots ells membres de l'Oratori de l'Amor Diví.
L'objectiu principal del nou orde fou: "per a establir la vida comuna dels sacerdots dels capítols de catedrals i parròquies per tal que puguin treballar de manera més eficaç en la reforma moral del clergat i el poble cristià". Van presentar el projecte de constitució d'una confraria de preveres, ja que no tenien la intenció de fundar un orde religiós. El papa Climent VII, amb el breu Exponi nobis del 24 de juny de 1524, va concedir als clergues poder emetre els tres vots dels ordes religiosos (pobresa, obediència i castedat), fer vida fraternal en comunitat i amb l'hàbit de clergue en qualsevol lloc, d'elegir un superior anualment, amb mandats màxims de tres anys, i poder acollir nous membres després d'un noviciat d'un any. A més, els donà els privilegis dels Canonges Regulars Lateranesos. Els quatre clergues van professar els vots el 14 de setembre a Sant Pere del Vaticà.
La primera seu de la comunitat fou l'església de San Nicola dei Prefetti in Campo Marzio. A més de celebrar-hi els oficis, els teatins es dedicaven a l'estudi i a la cura de malalts al veí hospital de San Giacomo in Augusta. El 30 d'abril de 1525 fou admès a l'orde el primer postulant, el futur cardenal Gianbernardino Scotti, i poc després altres membres de l'Oratori de l'Amor Diví, fins a arribar als dotze membres. Passaren després a una seu al Pincio. Durant el saqueig de Roma en 1527, Gaietà i els seus companys van ésser detinguts, torturats i empresonats a la Torre del Rellotge del Vaticà. Alliberats per un oficial espanyol, va fugir a Venècia i s'establiren a l'església de San Clemente el setembre de 1527, d'on passaren a San Nicolò dei Tolentini al desembre. A Venècia, els religiosos van treballar en la cura de necessitats durant la pesta i l'època de fam que hi seguí.

### Expansió
Els anys successius, els teatins van formar comunitats en altres ciutats italianes: Verona (1528), Nàpols (1533 i en 1538, a San Paolo Maggiore). A Nàpols, van treballar en l'assistència als pobres, promovent la creació, l'any 1539, del Mont de Pietat que esdevindrà el Banco di Napoli, per poder prestar diners sense els alts interessos que demanava la banca de llavors.
El 7 de març de 1533 Climent VII va reconèixer la personalitat jurídica de l'orde i en 1555, Pau IV ja papa, va donar-los l'església de San Silvestro al Quirinale.
Les primeres comunitats fora d'Itàlia foren les que Placido Mirto Frangipane va fundar a Espanya: a Madrid, Saragossa i Barcelona. En 1644 es fundà la comunitat de París, a Santa Anna del Louvre, església projectada per Guarino Guarini; el 1648 s'estableixen a Lisboa i a Múnic, a la Theatinerkirche; després anaren a Praga, Varsòvia i Viena. Aviat començaren a fer apostolat missioner: a Geòrgia, Armènia i Crimea (1626), a les Índies Orientals (1639) i Borneo (1687). En 1627, Urbà VIII va confiar als teatins la formació dels mssioners al col·legi de Propaganda Fide (actual Università Urbaniana).

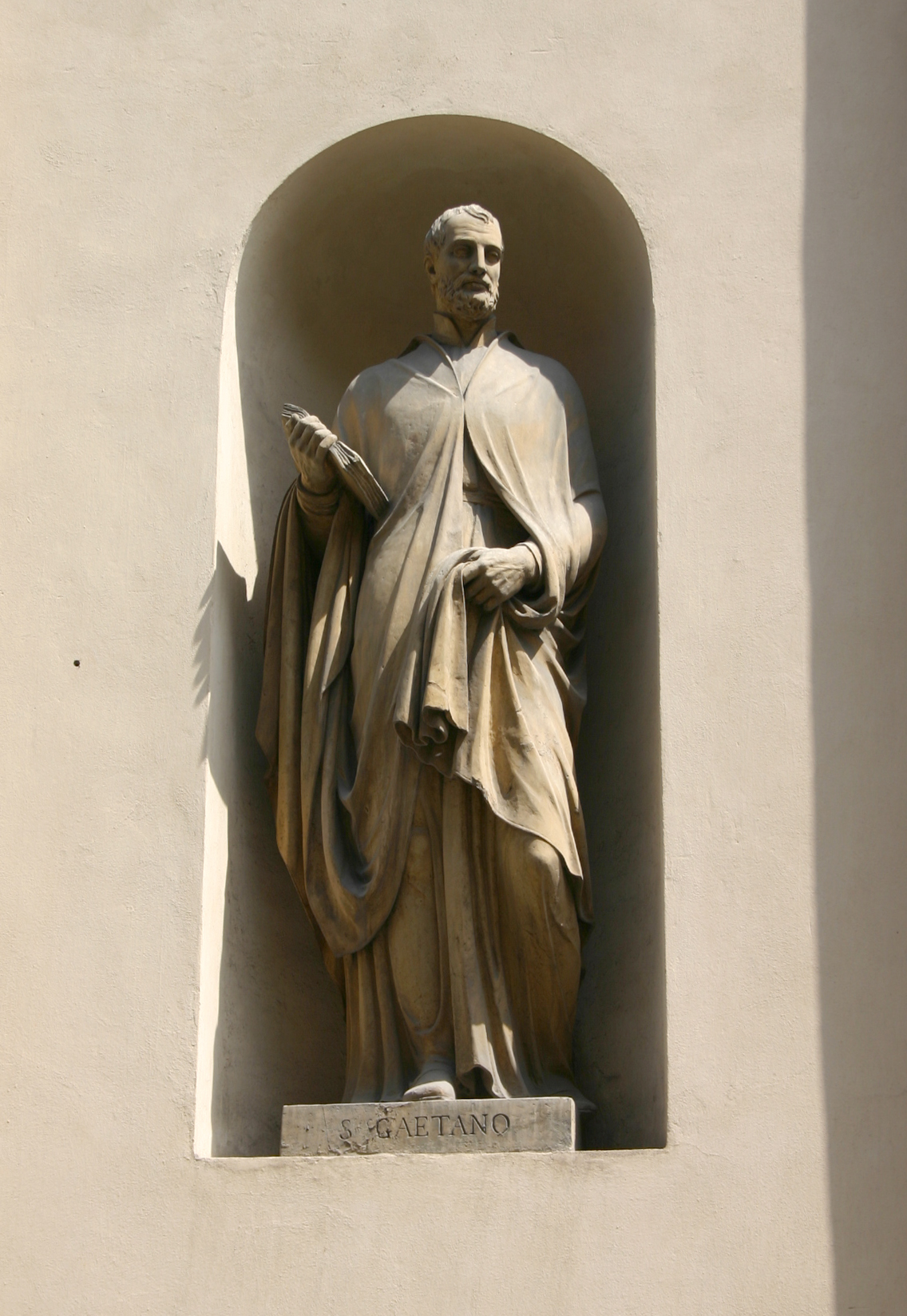
Estàtua de Sant Gaietà, fundador, a Sant'Antonio Abate de Milà (1832)
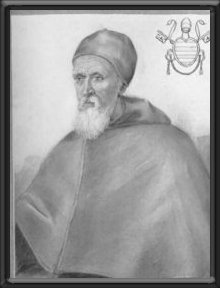
El papa Pau IV, cofundador dels teatins
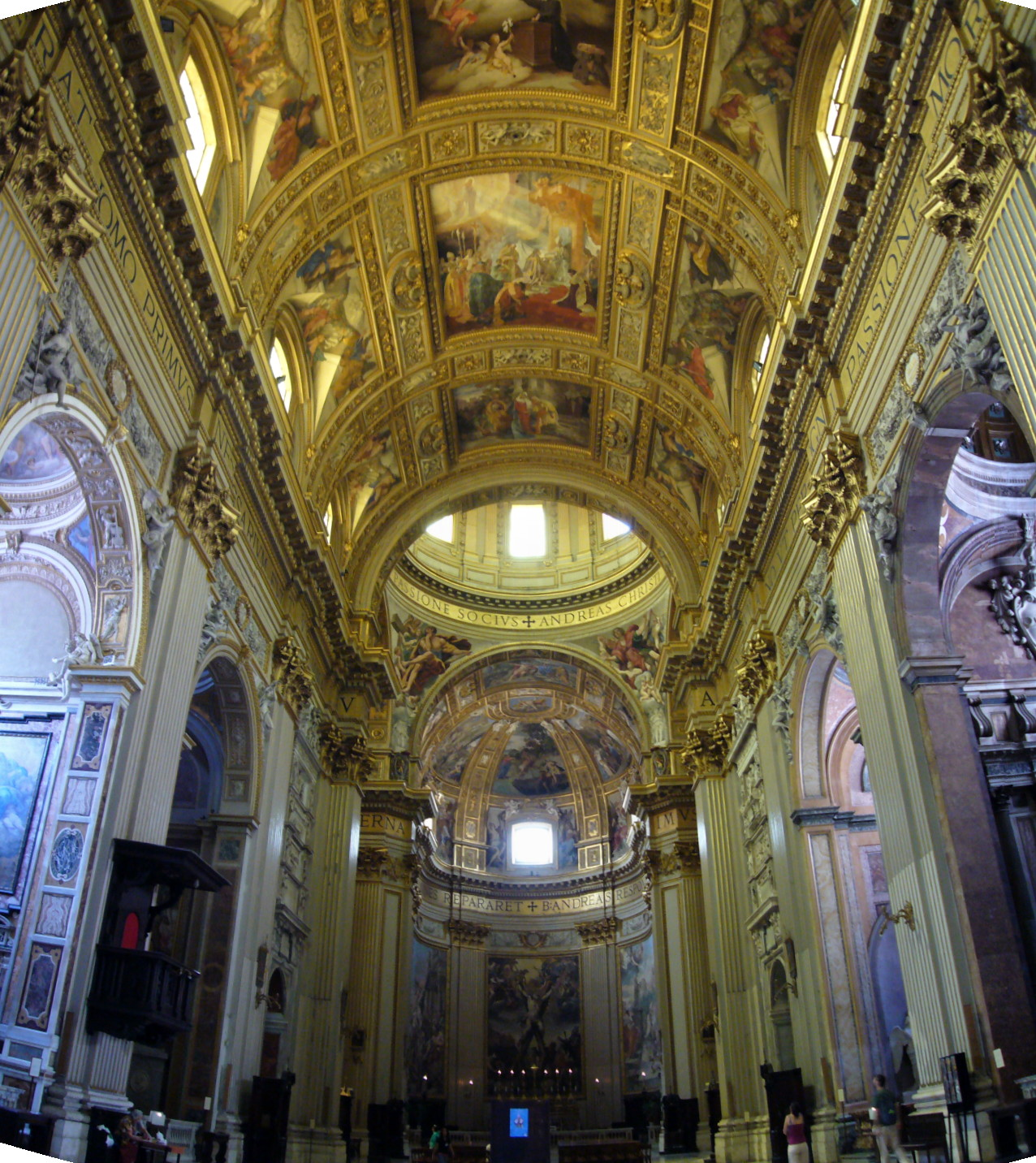
S. Andrea della Valle, a Roma, casa general de l'orde

### Decadència i revifalla
En 1786, moltes de les cases d'arreu d'Europa no podien (per les difícils comunicacions i les barreres polítiques) prendre part en els capítols generals celebrat a Roma; en el capítol de 1792, el nombre dels pares assistents va ser molt petit, fent palès el declivi de l'orde.
Al final del segle xix i a l'inici del segle xx, la situació política i religiosa d'Europa va influir molt en la vida de l'orde. Aquesta, que tenia la casa general a Roma, no va poder celebrar cap capítol general entre 1795 i 1821, la qual cosa va tenir greus conseqüències a la vida de la comunitat: com d'altres, es va veure obligada a tancar moltes cases a causa de les lleis repressives dels diferents estats italians i, des de 1870, de l'estat unitari. Només la protecció de Pius X va permetre la restauració de l'orde i la seva revifalla. El papa va confiar aquesta missió al cardenal Josep de Calassanç Vives i Tutó; el 15 de desembre de 1909, amb el breu Suspicato, els teatins van ésser units als Fills de la Sagrada Família que havia fundat Josep Manyanet i Vives. En 1916, però, tornaren a separar-se. Igualment, en 1910 es van unir a la Congregació de Sant Alfons Maria de Liguori, que havia fundat Miquel Sureda a Felanitx en 1866.

## Activitat i difusió
Els teatins es dediquen al ministeri sacerdotal, l'educació de la joventut i les missions.
Avui els teatins es troben a Itàlia, Països Baixos, Brasil, Argentina, Espanya, Mèxic, Colòmbia i Estats Units d'Amèrica: al final de 2005, l'orde tenia 33 cases i 199 membres, dels quals 131 sacerdots. La casa general té seu a Roma, a la plaça Vidoni, a la basílica de Sant'Andrea della Valle.
Hi ha una branca femenina relacionada amb l'orde, fundada Nàpols en començar el segle XVII: les Germanes Teatines de la Immaculada Concepció de Maria.